# Euclidia tarsalis
Euclidia tarsalis är en fjärilsart som beskrevs av Walker 1865. Euclidia tarsalis ingår i släktet Euclidia och familjen nattflyn. Inga underarter finns listade i Catalogue of Life.